# Ataenius bicolor
Ataenius bicolor är en skalbaggsart som beskrevs av Rudolph Petrovitz 1963. Ataenius bicolor ingår i släktet Ataenius och familjen Aphodiidae. Inga underarter finns listade.